# Hen Zemi
Hen Zemi (変ゼミ?), conosciuto anche come Abnormal Physiology Seminar è un manga scritto e illustrato da TAGRO e remake del manga Hentai Seiri Seminar (変態生理ゼミナール?) dello stesso autore. Il manga è serializzato sulla rivista Weekly Morning dal 2006. Il fumetto è stato poi adattato in un OAV nel 2010 e in una serie televisiva anime nel 2011.

## Trama
Nanako è una studentessa universitaria innamorata di Komugi e per stare con il suo amato si iscrive ad un seminario che anche lui frequenta. Questo seminario è però anormale e perverso.

## Personaggi
Nanako Matsutaka (松隆 奈々子?, Matsutaka Nanako)
Doppiatrice originale: Kana Hanazawa
Nanako è una normale studentessa universitaria che si è iscritta all'Abnormal Physiology Seminar. Tenta di mantenere il suo stato mentale a livello normale ma gli altri iscritti influenzeranno la sua personalità.
Komugi Musashi (武蔵 小麦?, Musashi Komugi)
Doppiatore originale: Akira Ishida
Komugi è un bel ragazzo di cui Nanako si innamora. È una persona semplice che ammette le sue perversioni, con disappunto della gente che gli sta accanto. Inoltre è feticista del cuckold.
Miwako Mizukoshi (水越 美和子?, Mizukoshi Miwako)
Doppiatrice originale: Yukiko Takaguchi
Ex fidanzata di Komugi, Miwako è una bella ragazza masochista che si perde troppo spesso in selvagge fantasie.
Anna Katō (加藤 あんな?, Katō Anna)
Doppiatrice originale: Ryōko Shintani
Nuova studentessa giunta da Kanazawa, Anna ha l'aria da delinquente ma è in realtà affetta da disturbi della personalità.
Yesterday Taguchi (田口 イエスタディ?, Taguchi Iesutadi)
Doppiatore originale: Minoru Shiraishi
Yesterday è uno studente scapestrato che sogna di diventare mangaka.
Makiko Gregory (蒔子 グレゴリー?, Makiko Guregorī)
Doppiatrice originale: Shiho Kawaragi
Makiko è la bella e bionda assistente di Yesterday. È per metà giapponese e per metà britannica.
Hishiyasu Ichikawa (市河 菱靖?, Ichikawa Hishiyasu)
Doppiatore originale: Norihisa Mori
Hishiyasu è uno studente otaku e punk rock che filma le perversioni degli altri. È misofobo.
Kenji Meshiya (飯野 堅治?, Ichikawa Hishiyasu)
Doppiatore originale: Norihisa Mori
Kenji è il professore del seminario.
Yūji Horii (堀井 幽璽?, Horii Yūji)
Doppiatore originale: Kenjirō Tsuda
Yuji è il senpai di Kenji che spesso gli chiede del denaro.

## Episodi anime

| Nº | Giapponese 「Kanji」 - Rōmaji | In onda        | In onda |
| Nº | Giapponese 「Kanji」 - Rōmaji | Giapponese     |         |
| 1  | 「不偏論者たちから見た世界の事象に関する考察」 - Fuhen-ron-sha-tachi Kara Mita Sekai no Jishō ni Kansuru Kōsatsu                                       | 3 aprile 2011  |         |
| 2  | 「食と嗜好から見る快楽様相に関する考察」 - Shoku to Shikō kara Miru Kairaku Yōsō ni Kansuru Kōsatsu                                                    | 17 aprile 2011 |         |
| 3  | 「社会的比較における貞操観念に関する考察」 - Shakai-teki Hikaku ni okeru Teisō Kannen ni Kansuru Kōsatsu                                               | 25 aprile 2011 |         |
| 4  | 「集団への奉仕者とそれを受容する側の幸福感の差異に関する考察」 - Shūdan e no Hōshi-sha to Sore o Juyōsuru Gawa no Kōfuku-kan no Sai ni Kansuru Kōsatsu | 1º maggio 2011 |         |
| 5  | 「家族機能が人格形成に与える影響に関する考察」 - Kazoku Kinō ga Jinkaku Keisei ni Ataeru Eikyō ni Kansuru Kōsatsu                                      | 8 maggio 2011  |         |
| 6  | 「極限状態における衝動行為と脅迫行為に関する考察」 - Kyokugen Jōtai ni Okeru Shōdō Kōi to Kyōhaku Kōi ni Kansuru Kōsatsu                               | 15 maggio 2011 |         |
| 7  | 「特定の人間関係へ向ける依存性と信頼性の関係に関する考察」 - Tokutei no Ningen Kankei e Mukeru Izon-sei to Shinrai-sei no Kankei ni Kansuru Kōsatsu    | 22 maggio 2011 |         |
| 8  | 「幼児体験が与える特質的性質と自己成長感に関する考察」 - Yōji Taiken ga Ataeru Tokushitsu-teki Seishitsu to Jiko Seichō-kan ni Kansuru Kōsatsu         | 28 maggio 2011 |         |
| 9  | 「主観的自己観察の結果と自己開示に関する考察」 - Shukan-teki Jiko Kansatsu no Kekka to Jiko Kaiji ni Kansuru Kōsatsu                                   | 5 giugno 2011  |         |
| 10 | 「間接的な接触による心理的影響に関する考察」 - Kansetsu-teki na Sesshoku ni Yoru Shinri-teki Eikyō ni Kansuru Kōsatsu                                  | 12 giugno 2011 |         |
| 11 | 「抑制された欲求が及ぼす心理的及び身体的効果に関する考察」 - Yokuseisareta Yokkyū ga Oyobosu Shinri-teki Oyobi Shintai-teki Kōka ni Kansuru Kōsatsu    | 19 giugno 2011 |         |
| 12 | 「特定の人物からの愛情表現への対処行動に関する考察」 - Tokutei no Jinbutsu kara no Aijō Hyōgen e no Taisho Kōdō ni Kansuru Kōsatsu                     | 26 giugno 2011 |         |
| 13 | 「不偏論者たちが抱く｢愛｣に関する考察」 - Fuhen-ron-sha-tachi ga Idaku “Ai” ni Kansuru Kōsatsu                                                          | 3 luglio 2011  |         |